# Elena de Borbón y Grecia
Pour les articles homonymes, voir Hélène de Bourbon.
Signature
Elena de Borbón y Grecia, née Elena María Isabel Dominica de Silos de Borbón y Grecia le 20 décembre 1963 à Madrid, est la fille aînée du roi Juan Carlos Ier d'Espagne et de la reine Sophie, et la sœur du roi Felipe VI.
Titrée infante d'Espagne à sa naissance, elle reçoit le titre de duchesse de Lugo à l'occasion de son mariage, le 18 mars 1995.
Depuis 2008, l'infante Elena dirige le domaine de l'Action Sociale de la fondation MAPFRE.

## Biographie

### Enfance

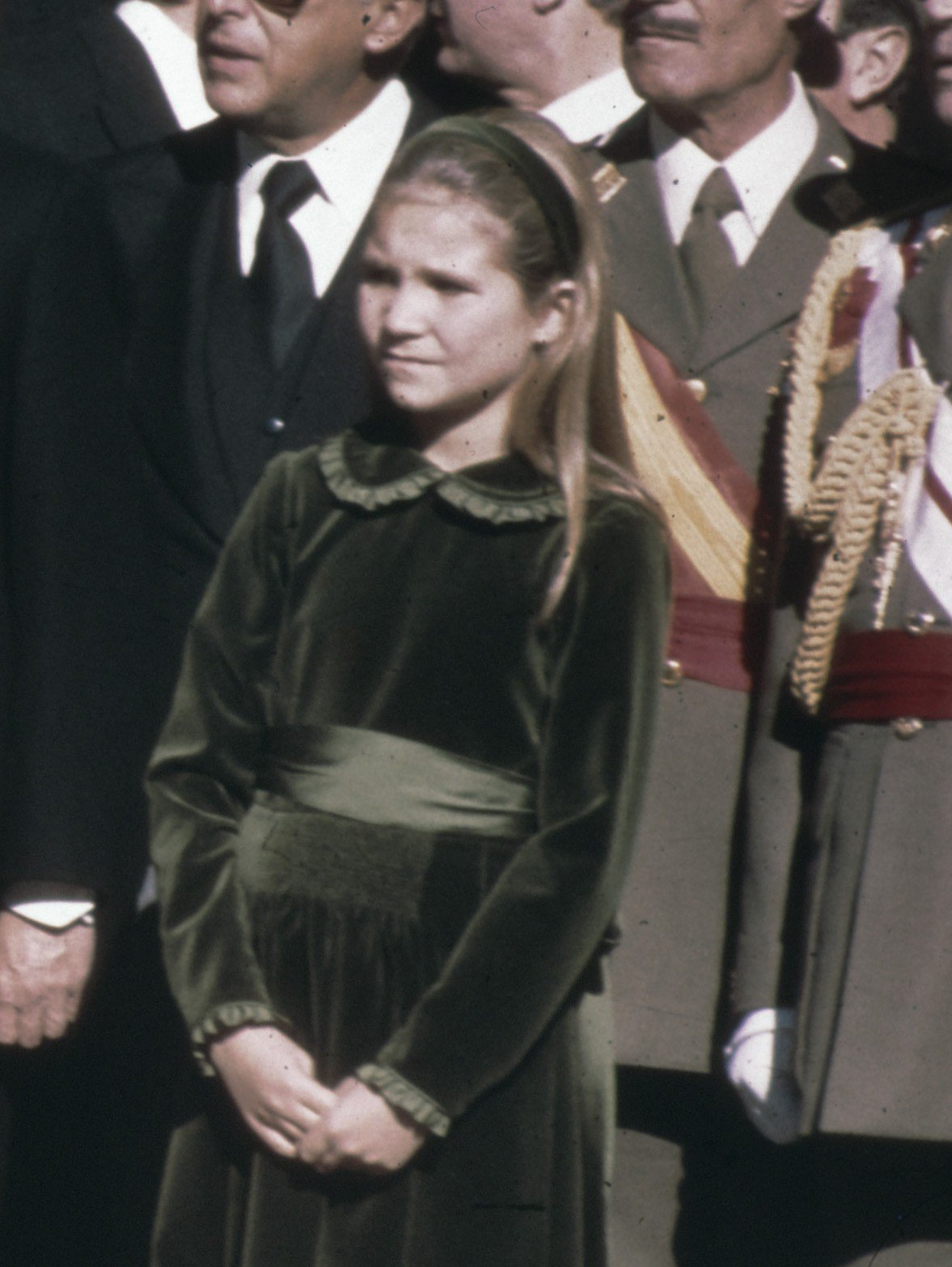
L'infante Elena en 1975.

Première fille de Sophie de Grèce et de Juan Carlos de Borbón, Elena naît le 20 décembre 1963, dans une Espagne franquiste où son grand-père paternel le « comte de Barcelone » est prétendant au trône.
Elle a douze ans lorsque son père est couronné roi d'Espagne en 1975, à la suite du décès du général Franco.
Jusqu'à la naissance des enfants de son frère cadet Felipe, prince des Asturies, Elena de Borbón était deuxième dans l'ordre de succession au trône d'Espagne. Derrière la princesse Leonor et l'infante Sofía, la duchesse de Lugo est actuellement troisième dans la succession royale.
Elena de Borbón parle espagnol, anglais et français.

### Mariage et descendance
En 1987, alors que l'infante Elena étudie la littérature française à Paris, elle fait la connaissance de son futur époux, Jaime de Marichalar, un employé de banque, fils du comte et de la comtesse de Ripalda, appartenant à une maison ancienne de l'aristocratie basque.
Le couple se marie le 18 mars 1995, les nouveaux époux devenant par la même occasion duchesse et duc de Lugo. Ils ont eu deux enfants, qui sont considérés comme grands d'Espagne avec prédicat d'excellence au sein de la famille royale : 
- Felipe de Marichalar y Borbón (né le 17 juillet 1998 à Madrid) ;
- Victoria de Marichalar y Borbón (née le 9 septembre 2000 à Madrid).

Le 13 novembre 2007, la chancellerie royale annonce la séparation « de fait » de l'infante et de son époux ; le divorce est officiellement annoncé à la fin de 2009, et finalement prononcé le 21 janvier 2010.

## Titulature
- 20 décembre 1963 – 3 mars 1995 : Son Altesse Royale Doña Elena de Borbón y Grecia, infante d'Espagne ;
- depuis le 3 mars 1995 : Son Altesse Royale Doña Elena de Borbón y Grecia, infante d'Espagne, duchesse de Lugo.

## Distinctions
- Grand-croix de l'ordre de l'Infant Dom Henri